# Nvidia-GeForce-256-Serie

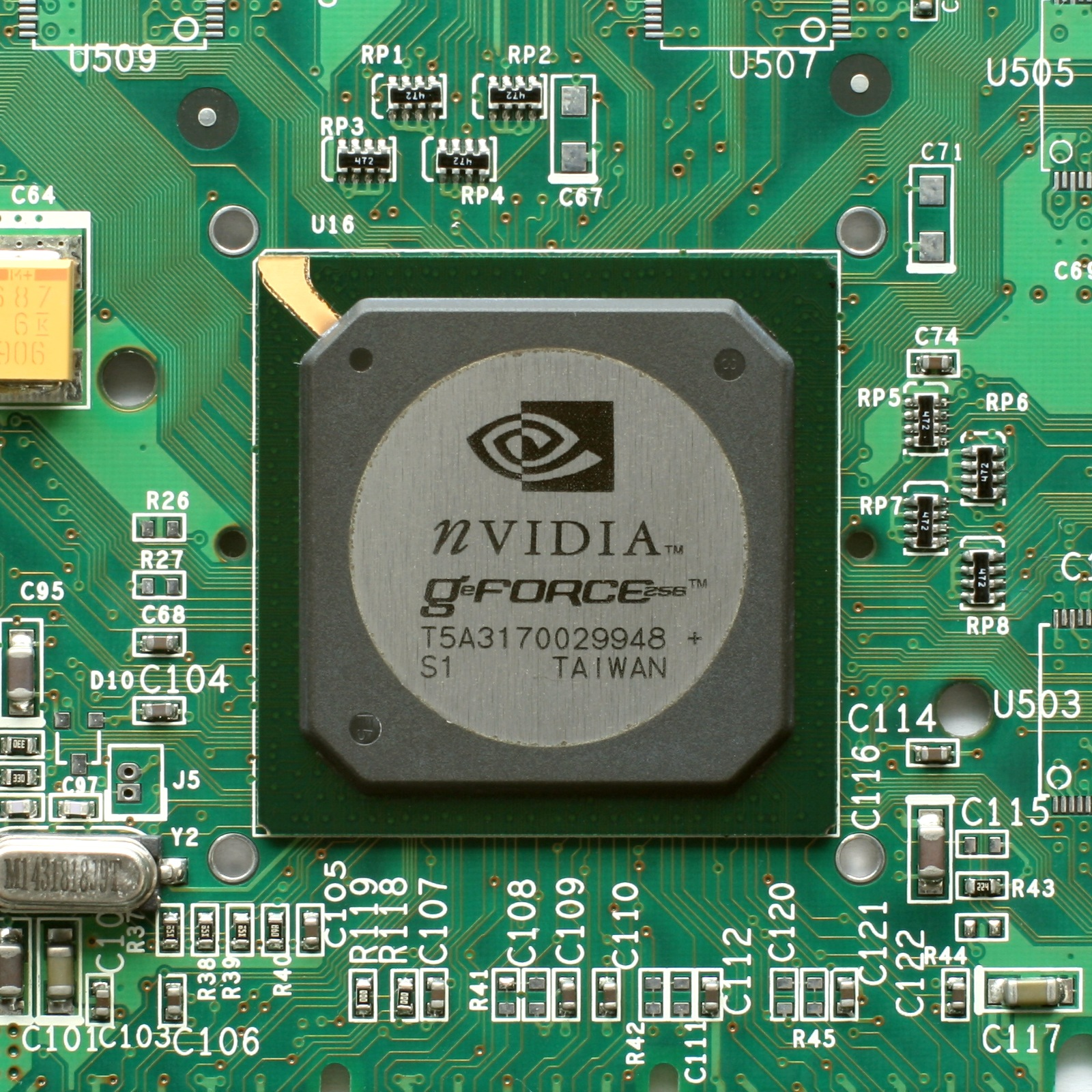
GPU NV10 (GeForce 256)

Die GeForce-256-Serie, oft auch einfach nur als GeForce bezeichnet, war die erste Serie von Grafikprozessoren des Herstellers Nvidia mit der Bezeichnung GeForce und wurde am 31. August 1999 vorgestellt. Sie war der direkte Nachfolger des TNT2 und besaß als einer der ersten Serien einen Grafikprozessor mit einer Hardware-T&L-Einheit. Die GeForce-256-Serie wurde von der GeForce-2-Serie abgelöst.

## Grafikprozessoren
Innerhalb der GeForce-256-Serie kommt nur ein Grafikprozessor zum Einsatz, der NV10. Gegenüber dem NV5-Chip, der auf der Vorgängerserie Riva TNT2 eingesetzt wird, bietet er doppelt so viele Rendering-Pipelines. Zusammen mit einem kleineren Herstellungsprozess war es Nvidia so möglich, bei TNT2-ähnlichen Taktfrequenzen eine nahezu doppelt so hohe Füllrate zu erreichen. Zusätzlich bietet der NV10 die Option, mit DDR-Speicher betrieben zu werden, was den Speicherdurchsatz merklich erhöht.
Das Hauptmerkmal der GeForce-256-Serie ist aber die neu hinzugekommene Transform-and-Lighting-Einheit (T&L), eine Art spezialisierter, integrierter Koprozessor, der den Zweck verfolgt, Berechnungen an der Objektgeometrie von der CPU auf den Grafikprozessor zu verlagern. Bei bisherigen Grafikkarten erhielten diese lediglich fertige Polygon- und Texturdaten, die nur noch gerendert und ausgegeben werden mussten. Die T&L-Einheit soll nun weitere Last von der CPU abnehmen, indem Veränderungen an der Geometrie (Transform) und die Beleuchtung der Welt (Lighting) nun über Befehle der Grafikkarte mitgeteilt werden können – die CPU spart dadurch im Idealfall viel Zeit, wodurch die Leistung steigt. Diese Neuerung wurde anfangs zwar zögerlich umgesetzt, legte aber den Grundstein für Geometrie- und Belichtungsberechnungen mittels Shadern, die in den späteren Grafikkartengenerationen Einzug hielt.
| Grafik- chip | Fertigung | Fertigung      | Fertigung   | Renderpipelines | API-Support | API-Support | Bus- Schnitt- stelle |
| Grafik- chip | Pro- zess | Transi- storen | Die- Fläche | Pipes × TMU     | DirectX     | OpenGL      | Bus- Schnitt- stelle |
| ------------ | --------- | -------------- | ----------- | --------------- | ----------- | ----------- | -------------------- |
| NV10         | 220 nm    | 17 Mio.        | 111 mm²     | 4 × 4           | 7           | 1.2         | AGP 4x               |

## Modelldaten
| Modell      | Offizieller Launch | Grafikprozessor (GPU) | Grafikprozessor (GPU) | Grafikprozessor (GPU) | Grafikspeicher | Grafikspeicher | Grafikspeicher | Grafikspeicher      | Grafikspeicher    |
| Modell      | Offizieller Launch | Typ                   | Takt (MHz)            | Füllrate (MT/s)       | Größe (MB)     | Takt (MHz)     | Typ            | Speicher- interface | Bandbreite (GB/s) |
| ----------- | ------------------ | --------------------- | --------------------- | --------------------- | -------------- | -------------- | -------------- | ------------------- | ----------------- |
| GeForce 256 | 11. Okt. 1999      | NV10                  | 120                   | 480                   | 32 64          | 166            | SDR            | 128 Bit             | 2,7               |
| GeForce 256 | 01. Feb. 2000      | NV10                  | 120                   | 480                   | 32 64          | 150            | DDR            | 128 Bit             | 4,8               |

Hinweis
- Die angegebenen Taktraten sind die von Nvidia empfohlenen bzw. festgelegten. Allerdings liegt die endgültige Festlegung der Taktraten in den Händen der jeweiligen Grafikkarten-Hersteller. Daher ist es durchaus möglich, dass es Grafikkarten-Modelle gibt oder geben wird, die abweichende Taktraten besitzen.